# Schweißgraben Görsdorf
Der Schweißgraben Görsdorf ist ein Meliorationsgraben und orographisch linker Zufluss der Dahme auf der Gemarkung der
Gemeinde Dahmetal im Landkreis Teltow-Fläming in Brandenburg. Er beginnt auf einer landwirtschaftlich genutzten Fläche, die sich zwischen zwei Waldgebieten nordwestlich des Dahmetaler Ortsteils Prensdorf befindet. Von dort verläuft er in südöstlicher Richtung, schwenkt anschließend in östliche Richtung und unterquert bei Görsdorf die Landstraße 712. Anschließend entwässert er wenige Meter weiter nordöstlich in die Dahme.